# Luise Ullrich
Luise Ullrich (Viena, 31 de outubro de 1910 – Munique, 21 de janeiro de 1985), nasceu Aloisia Elisabeth Ullrich, foi uma atriz austríaca. Ela atuou em quase 50 filmes entre 1932 e 1981.

## Filmografia selecionada
- 1932: Der Rebell
- 1933: Liebelei
- 1933: Leise flehen meine Lieder
- 1933: Heimkehr ins Glück
- 1981: Bring’s mir bei, Celine (TV)
- 1984: Bescheidenheit ist eine Zier